# Гашпар Хельтаї
Гашпар Хельтаї (угор. Heltai Gáspár, нім. Caspar Helth; бл. 1520, Хельтау — 1574, Клуж-Напока) — угорський євангелічний теолог, письменник, видавець і реформатор.
Гашпар Хельтаї, імовірно трансільванський сакс, народився в Хельтау, сучасному румунському Чіснедіе. 1543 року вступив в Віттенбергського університету, в 1544 році вирушив священиком в Клуж-Напока, де залишався до 1557 роки, займаючись реформаторською діяльністю. Під впливом Ференца Давида перейшов з лютеранства в кальвінізм. Заробляв на життя виданням теологічної літератури переважно угорською мовою. Брав участь в перекладі Біблії на угорську мову і справив великий вплив на розвиток угорської художньої прози. Його власні твори, памфлети і байки, повні відвертої критики католицької церкви і громадських порядків, викривають підсилюється влада буржуазії.